# Ляпоров, Владимир Николаевич (политолог)
Владимир Николаевич Ляпоров (род. 15 июня 1977, Москва) — российский политолог, брендмейкер и публицист, автор книг о рекламных и социальных технологиях. В 2007 году был назначен главным редактором российского издания журнала Playboy. Руководитель Центра стратегических коммуникаций «РФ-Медиа».

## Биография
Владимир Ляпоров родился 15 июня 1977 года в Москве, в семье журналистов. Окончил отделение политологии философского факультета МГУ им. М. В. Ломоносова, кандидат политических наук.
Работал с ведущими мировыми агентствами по развитию брендов Identica и London Marketing Group (Великобритания), разработал более 20 рекламных кампаний, слоганов и названий брендов. Проявил себя как успешный медиа-менеджер, независимый консультант по развитию медиа-проектов, связям с общественностью. Выступал с лекциями и докладами, в том числе в МГУ им. М. В. Ломоносова, Brandspoint, IDM.
Книга Владимира Ляпорова «100% Бренд» вошла в топлисты изданий по маркетингу, была несколько раз переиздана в цифровом и аудио-форматах. Научная монография «Имидж России», написанная совместно с профессором МГУ И. А. Василенко, номинирована на премию «Серебряный лучник» за 2012 год, премию научно-политического журнала «Власть». Книга Russia’s Brand Book, посвященная культовым брендам, персонам и символам России, названа знаковым изданием 2012 года и в апреле 2013 года вручена лично Председателю Правительства Российской Федерации Дмитрию Медведеву.
В настоящее время является владельцем Центра стратегических коммуникаций «РФ-Медиа», чья деятельность направлена на продвижение российских производителей на мировом и внутреннем рынке, содействие их интеграции в глобальную экономику, популяризацию современной русской культуры.

## Книги
- 2013 Имидж России: поиск инновационных технологий ISBN 978-5-906233-12-7
- 2012 Имидж России: концепция национального и территориального брендинга ISBN 978-5-282-03238-3
- 2012 Russia’s Brand Book ISBN 978-5-9902342-6-0
- 2010 Имидж России в информационном обществе : материалы научной конференции ISBN 978-5-93883-156-8
- 2004 "100% Бренд " ISBN 5-98158-007-0